# Sagwara
Sagwara è una suddivisione dell'India, classificata come municipality, di 30.993 abitanti, situata nel distretto di Dungarpur, nello stato federato del Rajasthan. In base al numero di abitanti la città rientra nella classe III (da 20.000 a 49.999 persone).

## Geografia fisica
La città è situata a 23° 42' 20 N e 74° 01' 34 E.

## Società

### Evoluzione demografica
Al censimento del 2001 la popolazione di Sagwara assommava a 30.993 persone, delle quali 15.276 maschi e 15.717 femmine. I bambini di età inferiore o uguale ai sei anni assommavano a 5.083, dei quali 2.655 maschi e 2.428 femmine. Infine, coloro che erano in grado di saper almeno leggere e scrivere erano 18.172, dei quali 10.329 maschi e 7.843 femmine.